# Bridges in Bremen
Bridges in Bremen är ett musikvideoalbum på DVD av musikgruppen The Rolling Stones som spelades in 1998 i Bremen i Tyskland.

## Låtlista
1. Satisfaction
2. Flip The Switch
3. Gimmie Shelter
4. Paint It Black
5. Saint By Me
6. Miss You
7. Wanna Hold You
8. Bridge Over Bremen
9. You Got Me Rocking
10. Like A Rolling Stone
11. Sympathy For The Devil
12. Honky Tonk Woman
13. Start Me Up
14. Jumping Jack Flash
15. Brown Sugar